# Hugo O'Donnell
Hugo José O'Donnell y Duque de Estrada (Madrid, 29 de septiembre de 1948), VII duque de Tetuán y grande de España, es un militar, noble e historiador español, sobrino-tataranieto del general Leopoldo O'Donnell, I duque de Tetuán. Es comandante de Infantería de Marina e historiador militar. Es un caballero de la Orden de Malta y miembro de la Real Academia de la Historia.

## Biografía
El 2005, después de la muerte de su padre, Leopoldo O'Donnell y Lara, le sucedió como duque de Tetuán, con grandeza de España, marqués de las Salinas y conde de Lucena. Su título principal conmemora la conquista de Tetuán en Marruecos a mediados del siglo XIX por su antepasado, Leopoldo O'Donnell y Jorris, I duque de Tetuán y presidente del Consejo de Ministros de España.
En 2006 decidió distribuir entre su tercer y cuarto hijos sus dos títulos secundarios. Su hijo Hugo José se convirtió en IX marqués de las Salinas y su hijo Alfonso en VII conde de Lucena. Su primogénito, Carlos Leopoldo, heredará el ducado de Tetuán y la grandeza de España a la muerte del actual duque.
Es el reconocido Tánaiste (heredero) de los O'Donnell de Tyrconnell y jefe del Nombre de los O'Donnell, que es un sacerdote franciscano retirado, Hugh O'Donnell.
El duque de Tetuán es un miembro activo de la Asociación de Clanes de los O'Donnell de Tyrconnell (de Irlanda), y es caballero de Malta. Don Hugo es un historiador naval, y también un excomandante naval y ministro de la Marina Española.
| Predecesor: Rafael Lapesa Melgar | Real Academia de la Historia. Medalla 2 2001 - | Sucesor: - |